# Тіпп-Сіті (Огайо)
Тіпп-Сіті (англ. Tipp City) — місто (англ. city) в США, в окрузі Маямі штату Огайо. Населення — 10 274 особи (2020).

## Географія
Тіпп-Сіті розташований за координатами 39°57′54″ пн. ш. 84°11′8″ зх. д. / 39.96500° пн. ш. 84.18556° зх. д. (39.965018, -84.185551).  За даними Бюро перепису населення США в 2010 році місто мало площу 19,80 км², з яких 19,50 км² — суходіл та 0,29 км² — водойми.

## Демографія
Згідно з переписом 2010 року, у місті мешкало 9689 осіб у 3861 домогосподарстві у складі 2685 родин. Густота населення становила 489 осіб/км².  Було 4194 помешкання (212/км²).
Расовий склад населення:
| - 95,9 % — білих - 1,5 % — азіатів - 0,6 % — чорних або афроамериканців - 0,2 % — корінних американців |

До двох чи більше рас належало 1,2 %. Частка іспаномовних становила 1,6 % від усіх жителів.
За віковим діапазоном населення розподілялося таким чином: 25,9 % — особи молодші 18 років, 59,1 % — особи у віці 18—64 років, 15,0 % — особи у віці 65 років та старші. Медіана віку мешканця становила 40,3 року. На 100 осіб жіночої статі у місті припадало 93,2 чоловіків;  на 100 жінок у віці від 18 років та старших — 89,1 чоловіків також старших 18 років.
Середній дохід на одне домашнє господарство  становив 75 340 доларів США (медіана — 61 732), а середній дохід на одну сім'ю — 88 438 доларів (медіана — 76 915). Медіана доходів становила 49 248 доларів для чоловіків та 38 241 долар для жінок. За межею бідності перебувало 6,2 % осіб, у тому числі 6,0 % дітей у віці до 18 років та 6,9 % осіб у віці 65 років та старших.
Цивільне працевлаштоване населення становило 4943 особи. Основні галузі зайнятості: виробництво — 26,8 %, освіта, охорона здоров'я та соціальна допомога — 20,7 %, роздрібна торгівля — 12,6 %, мистецтво, розваги та відпочинок — 7,2 %.